# Stedocys uenorum
Stedocys uenorum là một loài nhện trong họ Scytodidae.
Loài này thuộc chi Stedocys. Stedocys uenorum được Hirotsugu Ono miêu tả năm 1995.